# سیارک ۸۵۴۰
سیارک ۸۵۴۰ (به انگلیسی: 8540 Ardeberg، نامگذاری:1993FK80) هشت هزار و پانصد و چهلمین سیارک کشف شده‌است که در ۱۷ مارس ۱۹۹۳ کشف شد.
قدر مطلق سیارک برابر ۲۸.۲ است.